# Slam Dunk: Yonkyo gekitotsu!!
Slam Dunk: Yonkyo gekitotsu!! (スラムダンク 四強激突!!?, Suramu Danku yonkyō gekitotsu!!) è un videogioco sviluppato da TOSE e pubblicato da Bandai per Super Nintendo il 26 marzo 1994 esclusivamente in Giappone. Successivamente Bandai ha realizzato un porting per Game Boy intitolato Slam Dunk: Gakeppuchi no kesshō League (スラムダンクがけっぷちの決勝リーグ?, Suramu Danku gakeppuchi no kesshō Rīgu) e uscito l'11 agosto 1994. Il videogioco è ispirato al manga ed anime Slam Dunk, e permette al giocatore di controllare la squadra dello Shohoku.

## Modalità di gioco
Il gioco presenta tre modalità chiamate rispettivamente Story, Exhibition e Sound Test. In Story si ripercorre la storia dell'anime di Slam Dunk attraverso alcune cutscene, che vanno ad intervallare un tutorial iniziale per apprendere le basi del gioco e in seguito le partite di basket vere e proprie dove il giocatore controllerà i membri della squadra dello Shohoku che dovrà vedersela contro le squadre rivali. Prima di ogni partita bisogna scegliere la disposizione dei propri giocatori sul campo di gioco e quali far entrar in campo in quanto i singoli personaggi hanno delle statistiche diverse che possono influenzare positivamente o negativamente il corso di una qualsiasi partita. Dopo il lancio iniziale della palla da parte dell'arbitro, i personaggi in stile chibi inizieranno a muoversi attraverso il campo da gioco e si avrà il compito di scegliere come effettuare al meglio i passaggi della palla con i membri della propria squadra utilizzando i tasti del gamepad con lo scopo di fare canestro agli avversari. In più occasioni si verrà chiamati a scegliere velocemente quale tasto premere per svolgere determinate azioni come ad esempio passaggi, blocchi, tiri e così via. Lo scopo del gameplay è quello di fare più punti della squadra avversaria entro il tempo limite. Una partita può durare 5, 10 o 20 minuti.
Nella modalità Exhibition si ha la possibilità di scegliere con quale squadra giocare tra le 4 disponibili (Shohoku, Kainan, Shoyo e Ryonan), come disporre i giocatori sul campo, la difficoltà (facile, normale o difficile) e la durata della partita. Questa modalità si suddivide a sua volta in VS che prevede un semplice incontro con un'altra squadra a propria scelta e League ovvero un campionato in cui bisognerà affrontare tutte le squadre rivali. In Exhibition è possibile giocare sia in singolo contro il computer che con un altro giocatore. Nel Sound Test è possibile ascoltare la musica presente nel gioco.
La versione per Game Boy è abbastanza simile a livello di caratteristiche ma presenta un gameplay decisamente più semplificato e veloce rispetto alla sua controparte per Super Nintendo.

## Accoglienza
La versione per Super Nintendo del gioco ha ottenuto un punteggio di 26/40 dalla rivista Famitsū, basato sulla somma dei punteggi (da 0 a 10) dati al gioco da quattro recensori della rivista. La versione per Game Boy invece ha ricevuto un punteggio di 23/40.